# サスカチュワン州の旗
サスカチュワン州の旗は、1969年に制定された、カナダ・サスカチュワン州の州旗。上半分の緑地は森林である北部地方を表し、下半分の黄地は穀倉地帯のプレーリーである南部地方を表す。左上に州の紋章、右には州の花であるユリが配置される。